# Ondřej Hýsek
Ondřej Hýsek (* 16. října 1979 Brno) je český politik, historik a pedagog na škole Akademia Gymnázium, ZŠ a MŠ, jejímž je ředitelem a zřizovatelem.
Zabývá se především výukou moravských zemských dějin na gymnáziu. Je autorem a spoluautorem několika učebnic dějepisu pro střední a základní školy.
V letech 2014-2022 zastával funkci zastupitele brněnské městské části Královo Pole. Od roku 2014 je členem Školské komise Rady MČ Brno-Královo Pole a od roku 2022 je členem Komise majetkové Rady města Brna. V letech 2015–2018 byl předsedou Sociální komise a Školské komise Rady MČ Královo Pole. Od dubna 2015 do června 2017 byl předsedou politické strany Moravané. Ze strany vystoupil kvůli spolupráci členů s hnutím SPD ve volbách do PSP ČR 2017. V roce 2018 se podílel na vzniku Moravského zemského hnutí, jehož byl zvolen prvním předsedou. V roce 2023 na funkci předsedy MZH již nekandidoval a svoje členství v MZH pozastavil.
V komunálních volbách v roce 2018 kandidoval jako člen Moravského zemského hnutí na 2. místě kandidátní listiny subjektu s názvem „Smart moravská metropole“ (tj. sdružení Moravského zemského hnutí a nezávislých kandidátů), jejímž lídrem byl náměstek primátora města Brna Jaroslav Kacer.
Ve volbách do Evropského parlamentu v květnu 2019 kandidoval na 7. místě kandidátky Moravského zemského hnutí, ale zvolen nebyl.
V komunálních volbách v roce 2022 kandidoval z pozice člena MZH za uskupení „Zelení a Žít Brno s podporou Idealistů“ do Zastupitelstva města Brna. Zároveň kandidoval i do Zastupitelstva městské části Brno-Královo Pole, a to v rámci kandidátky subjektu „Piráti a Zelení pro Královo Pole“ (koalice Pirátů, Zelených, MZH a Idealistů).